# Běh těžkooděnců

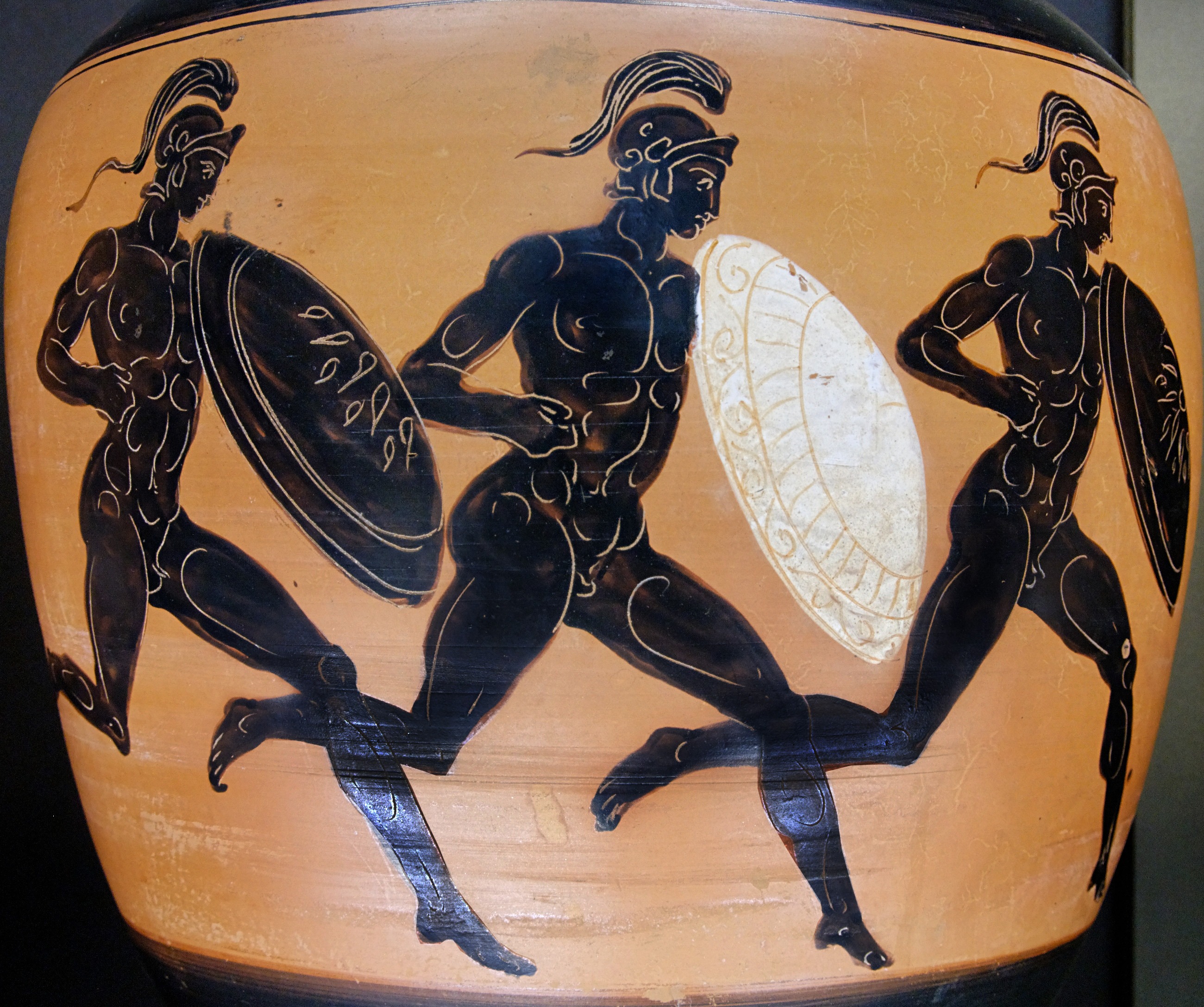
Běh těžkooděnců znázorněný na amfoře ze 4. stol. před Kr.

Běh těžkooděnců nebo hoplitodromos nebo hoplítodromos (od starořecky Ὁπλιτόδρομος, Ὁπλιτοδρομία–hoplitodromos, hoplitodromia) byla soutěžní běžecká disciplína v starověkém Řecku. 
Běh těžkooděnců byl během v plné zbroji, vyhrazený pro dospělé muže, kteří již prošli vojenským výcvikem.
V Olympii byl zaveden na 65. hrách v roce 520 před Kr. Jeho účastníci původně závodili se štítem, přilbou a chrániči na holeních. Po reformě tohoto běhu jim zůstal jen bronzový štít, který měli zpočátku vlastní a později přidělen z úschovny v Diově chrámu. Jeho název byl odvozen od těžkého kulatého štítu nazývaného hoplon.
Běžel se na vzdálenost čtyř stadií, který se jmenoval hoppios (769 metrů), nebo na jeho polovinu. Místo závodníka na startu se určilo losem. Pravidla závodu byly jednoduché, běžci se z postavení stojného ze startovní čáry na dané znamení (v Olympii pravděpodobně na zatroubení) rozběhli a po předepsané trase doběhli do cíle. 
Podle nejvýznamnějších historiků, olympijské hry klasického období trvaly pět dní. Po příslušných obřadech se začalo soutěžit až na druhý den a soutěže vyvrcholily na čtvrtý den poslední disciplínou, během těžkooděnců. Na pátý den se hry po rozdělení cen a obřadech skončily.
Antický autor Pausanias uvádí, že podle jeho názoru byl běh těžkooděnců i součástí výcviku vojáků (hoplitů) pro válku. Těžce ozbrojení hoplité bojovali v těsné formací, v tzv. falanze. Když se dvě nepřátelské falangy k sobě blížily, vojáci se těsně před bojem v těsné formaci k nepříteli rozběhli a srazili se s ním štíty a kopími.